# Колонтай Юрій Юлійович
Ю́рій Ю́рійович Колонта́й (1925—2002) — ортопед-травматолог; професор (1970), доктор медичних наук (1969). Лауреат Державної премії УРСР в галузі науки і техніки-1990.

## З життєпису
Народився 1925 року в селі Солоне Дніпропетровської області. Учасник 2-ї світової війни; санітар евакогоспіталю, згодом став курсантом військового артилерійського училища. Командир взводу розвідки артилерійського полку, учасник боїв на Ленінградському і Прибалтійському фронтах.
Закінчив Дніпропетровський медичний інститут (1951), де від 1962 року працював. 1970—1990 роки — завідуючий, від 1990-го — професор кафедри ортопедії, травматології та військ.-польової хірургії.
У 1951—1962 роках — в Інститут патології хребта та суглобів імені Михайла Ситенка НАМН УкраїниУкраїнському НДІ ортопедії і травматології. Від 1959 року — старший науковий співробітник.
Наукові дослідження: хірургія кисті та сухожильна алопластика, травми опорно-рухової системи.
Описав нові аспекти застосування місцевої гіпертермії з метою збереження тканин і прогнозування їхньої життєздатності.
1982 року з його ініціативи у Дніпропетровську створено перше в Україні спеціалізоване відділення хірургії кисті (Міжобласний центр хірургії кисті).
Помер 2002 року в місті Дніпропетровськ.
серед робіт
- патент «Апарат для репозиції та фіксації кісткових фрагментів при переломах плеснових та п'ясткових кісток»; 1982, співавтори Лоскутов Олександр Євгенович, Головаха Ніда Дмитрівна, Науменко Леонід Юрійович[1]
- «Відкриті ушкодження кисті», 1983; співавтор
- «Результати лікування застарілих переломів дистального метаепіфізу променевої кістки із допомогою апарату Ілізарова», 1984; співавтор
- «Значення та місце тенолізу згиначів кисті в комплексному лікуванні теногенних контрактур», 1989; співавтор
- «Хірургія ушкоджень кисті», 1997; співавтор
- Лавреат Державної премії УРСР в галузі науки і техніки-1990 (посмертно) — «Організація хірургічної допомоги, розробка та впровадження нових методів лікування при пошкодженнях і захворюваннях кисті»; співавтори Біжко Іван Петрович, Андрусон Михайло Володимирович, Васильєв Серафим Федорович, Данькевич Вадим Петрович, Гулай Альберт Михайлович, Міхневич Олег Едуардович, Науменко Леонід Юрійович.
- «Посібник до практичних занять з військово-польової хірургії»; Дніпропетровська державна медична академія; Укрмедкнига, 2003; співавтори Лоскутов Олександр Євгенович; Кондрашов Анатолій Миколайович; Науменко Леонід Юрійович; Гулай Альберт Михайлович[2]

## Нагороди
- Державна премія УРСР в галузі науки і техніки-1990
- три ордени
- 13 медалей
- «Відмінник охорони здоров'я»
- занесений до Книги трудової слави Дніпропетровщини.